# Škoda 404
Škoda 404 byl užitkový automobil vyráběný v československé automobilce Škoda. Vyráběl se hlavně jako klasický valník, produkovány byly také verze autobusová a další. Výroba začala roku 1930 a skončila v roce 1941, vyrobilo se 686 těchto vozidel. Souběžně byla produkována také šestiválcová varianta Škoda 406.
Motor byl vodou chlazený řadový vznětový čtyřválec OHV o objemu 5702 cm³. Měl výkon 49 kW (66 koní), později se zvýšil na 53 kW (72 koní). Vůz s ním dosahoval rychlosti až 52 km/h.
Model byl vyráběn ve třech délkových verzích, nejkratší 404 D, s prodlouženým rozvorem a nízkým rámem (404 DN) a s dlouhým rozvorem a nízkým rámem (404 DND). Varianty s nízkým rámem byly vhodné pro nástavbu autobusovou karoserií, kterou kromě mladoboleslavské automobily realizovalo i množství dalších československých karosáren (např. Sodomka). Autobusy 404 DN provozovaly například Československé státní dráhy, v provozu byly také na městských linkách v Olomouci.